# Fusillade du 16 mars 2021 à Atlanta
Le 16 mars 2021, des fusillades de masse ont lieu dans trois salons de massage de la région métropolitaine d'Atlanta, en Géorgie, aux États-Unis, faisant huit morts, pour la plupart des femmes asiatiques, et une personne blessée. Un suspect, Robert Aaron Long, 21 ans, est placé en garde à vue,,. Bien qu'aucun mobile n'ait été établi, les incidents ont eu lieu dans des entreprises qui employaient des personnes d'origine asiatique, dans un contexte de sentiments antichinois dû à la pandémie de Covid et d'augmentation des crimes haineux contre les Asio-Américains dans l'ensemble du pays.

## Faits
Les autorités prennent connaissance vers 17 h d'une fusillade au Young's Asian Massage, un salon de massage près d'Acworth en Géorgie et y découvrent deux personnes mortellement touchées et trois autres blessées ; deux des blessés meurent plus tard dans un hôpital.
À 17 h 47, la police est informée d'un vol au Gold Massage Spa sur Piedmont Road dans le nord-est d'Atlanta, à environ 50 kilomètres de la première scène de crime. Trois femmes ont été tuées par balle. Peu après, les policiers découvrent une autre femme tuée par balle au spa Aromathérapie, de l'autre côté de la rue,,,
L'Atlanta Police Department, remarquant les similitudes entre les fusillades sur Piedmont Road et Acworth, dépêche des agents pour patrouiller dans des entreprises similaires de la région. Le Federal Bureau of Investigation est appelé pour aider à l'enquête.
Huit personnes ont été tuées et une autre personne est blessée lors de la fusillade. Six des victimes sont mortes sur les lieux, une en route vers un hôpital et une autre est décédée en cours de soins. Les quatre victimes de Piedmont Road et deux des victimes décédées à Acworth seraient des femmes asiatiques. Le ministère sud-coréen des Affaires étrangères a indiqué que quatre des personnes décédées étaient d'origine coréenne. Les deux autres morts sont une femme et un homme blancs, tandis que le survivant est un hispanique guatémaltèque,

## Suspect
Vers 20h30, trois heures et demie après la fusillade, le suspect, Robert Aaron Long, 21 ans, de Woodstock, est repéré par la police dans le comté de Crisp à environ 250 kilomètres au sud d'Atlanta. Les agents de la patrouille d'État de Géorgie le suivent vers le sud sur l'Interstate 75 jusqu'au sud de Cordele, où ils utilisent une manœuvre PIT (technique d'intervention en poursuite) pour arrêter son véhicule et le mettent en garde à vue. Long est d'abord arrêté dans le cadre de la fusillade d'Acworth, mais la police l'identifie également comme suspect dans la fusillade de Piedmont Road,,,. Long est diplômé du lycée Sequoyah en 2017. Selon un ancien condisciple, Long était un chasseur et un croyant « très religieux ».

## Réactions
La tuerie n'a pas été qualifie officiellement de raciste mais a ravivé les craintes de la communauté asiatique, notamment sur la côte Ouest. Le président Joe Biden a fait mettre les drapeaux en berne le 18 mars. Jen Psaki, porte-parole de la Maison-Blanche et Judy Chu, première sino-américaine à avoir été élue au Congrès, ont mis en cause la rhétorique de Donald Trump sur le virus chinois.
Les appels à la réforme de la législation sur les armes à feu se sont multipliées après la fusillade d'Atlanta et sont intensifiées après la fusillade de Boulder (encore plus meurtrière) survenue six jours plus tard.